# Bibliothekarische Fachzeitschrift
Bibliothekarische Fachzeitschriften sind Fachzeitschriften aus dem Bereich der Bibliotheks-, Informations- und Dokumentationswissenschaft (BID-Bereich). Sie enthalten unter anderem Berichte aus der Forschung und Praxis, Hinweise auf Veranstaltungen und Stellenanzeigen. Neben anderen Kommunikationsmitteln wie Telefon, E-Mail und Weblogs dienen Fachzeitschriften auch der Kommunikation zwischen Bibliothekaren und dem Erfahrungsaustausch.

## Bekannte bibliothekarische Fachzeitschriften
Nach einer 2002 veröffentlichten Analyse sind die einflussreichsten Fachzeitschriften gemessen am Impact Factor international Journal of Documentation, Journal of the American Society for Information Science and Technology, Library and Information Science, Annual Review of Information Science and Technology, Library Quarterly, College and Research Libraries und Scientometrics und bei den deutschsprachigen Zeitschriften Zeitschrift für Bibliothekswesen und Bibliographie, Bibliothek : Forschung und Praxis, ABI Technik, Bibliotheksdienst und Buch und Bibliothek. Nach einer in der gleichen Publikation veröffentlichten Umfrage unter 257 Experten vor allem aus dem Bibliotheksbereich sind die am meisten gelesenen Fachzeitschriften ausnahmslos deutschsprachig. Zusätzlich zu den hoch gerankten deutschsprachigen Zeitschriften werden unter den TOP-10 ABI Technik, B.I.T.online, Information – Wissenschaft & Praxis, ProLibris, VÖB-Mitteilungen und Password genannt.

### Ungeordnete, subjektive Liste
- 027.7
- ABI Technik
- Arbido
- Bibliothek : Forschung und Praxis
- Bibliotheksdienst
- Bibliotheksforum Bayern
- Bibliotheksmagazin
- BIS : Das Magazin der Bibliotheken in Sachsen
- B.I.T.online
- BuB
- Büchereiperspektiven
- Dialog mit Bibliotheken (dialog)
- GMS Medizin – Bibliothek – Information
- Informationsmittel für Bibliotheken
- Information – Wissenschaft & Praxis
- Informationspraxis
- LIBREAS. Library Ideas
- Mitteilungen der Vereinigung Österreichischer Bibliothekarinnen und Bibliothekare
- Online Mitteilungen
- Password
- Perspektive Bibliothek
- ProLibris
- SAB-Info-CLP
- Weitblick
- Zeitschrift für Bibliothekswesen und Bibliographie